# بنت غير كل البنات (فلم)
بنت غير كل البنات  فيلم دراما مصري للمخرج كمال صلاح الدين عام 1978  عن قصة فريد عبد المنعم  وسيناريو وحوار كمال صلاح الدين وياسين إسماعيل ياسين. الفيلم من بطولة سهير المرشدي، مصطفى فهمي، حياة قنديل، يوسف فخر الدين، وحيد سيف، وجميل راتب  وتدور الأحداث حول حسن الذي يتخلى عن خطيبته ليلى ليتزوج صديقتها نرجس التي لا تكتفي بذلك وتصادق الرجل الثري وتنهار حياتها ويعود حسن إلى ليلى للإعتذار ولكنه يجدها في حفل زفافها.
صدر الفيلم إلى دور العرض المصرية في يناير 1978.
منح موقع قاعدة بيانات الأفلام العربية «السينما.كوم» الفيلم درجة 5.9/ 10.

## طاقم التمثيل
سهير المرشدي: في دور نرجس أمين
مصطفى فهمي: في دور حسن سالم (محاسب في شركة خاصة)
حياة قنديل: في دور ليلى (جارة حسن ومعلمة الموسيقى بمدرسة للراهبات)
يوسف فخر الدين: في دور سيد (صاحب ورشة ميكانيكا وصديق حسن المخلص)
وحيد سيف: في دور عزيز (صديق حسن وعضو شبكة سرقة المخازن)
جميل راتب: في دور مصطفى (رجل أعمال ثري)
مريم فخر الدين: في دور الراهبة ماري (مديرة مدرسة الراهبات)
عماد حمدي: في دور مدير الشركة 
توفيق الدقن: في دور أمين (والد نرجس)
صلاح نظمي: في دور أدهم
ياسين إسماعيل ياسين: في دور عادل (شاب ثري)
أبو الفتوح عمارة: في دور الجمل (أمين المخزن)
مصطفى الشامي: في دور عاصم (موظف المخازن المختلس)
نعيمة الصغير: في دور والدة ليلى
علية عبد المنعم: في دور أم حسن
ميمي جمال: في دور ميمي (زوجة أمين)
سيف الله مختار: في دور عصام 
جمال إسماعيل: في دور المحامي
سامية محسن: في دور سميرة
عبد المنعم النمر: في دور المحقق
صالح الإسكندراني: في دور عم صالح
بالاشتراك مع: ناهد كمال – فيفيان صلاح الدين – عزة شريف – ليليان – هندام محمد – عصام كامل – سمير حافظ 

## أغنية الفيلم
ألحان: حسن نشأت - كلمات: عصمت الحبروك (أغنية تؤديها معلمة الموسيقى بمشاركة تلميذاتها وهي تعلمهم دو ري مي فا)

## أحداث الفيلم
يعمل حسن سالم (مصطفى فهمي) محاسبا في أحد الشركات الخاصة، وهو إنتهازى مستغل ويرتبط بعلاقة عاطفية مع جارته ليلى (حياة قنديل) معلمة الموسيقى بمدرسة للراهبات التي تعيش مع والدتها (نعيمة الصغير). يقوم سيد (يوسف فخر الدين)، صاحب ورشة الميكانيكا، بتشجيع حسن على الزواج من ليلى حيث أن كثير من الخطاب يطرقون بابها وهى ترفضهم من أاجله، ولا تخبره حتى لا يظن أنها تدفعه للزواج. يعيش حسن في ظروف صعبة، فهو مسؤول عن والدته (علية عبد المنعم) وإخوته البنات، وتعطيه ليلى ما ادخرته لشراء الشبكة ودفع المهر، وتحدد ميعاد للخطبة. تذهب ليلى لبيت صديقتها القديمة نرجس أمين (سهير المرشدي) لدعوتها وتلتقي بزوجة أبيها ميمي (ميمي جمال) التي تسيئ معاملة نرجس، مستغلة ضعف أبيها أمين (توفيق الدقن). تصطحب ليلى صديقتها نرجس إلى حسين ليبحث لها عن عمل في شركته، وحيث أن نرجس حاصلة على الثانوية العامة ولا تجيد الكتابة على الآلة الكاتبه، فيتعهد حسن بتعليمها، ويستغل شقة زميله العازب عزيز (وحيد سيف) لتعليمها. ترى نرجس في حسن، الذي أصبح رئيس حسابات الشركة، حلمها في للحياة الأفضل، وينصح عزيز، العضو بشبكة سرقة المخازن، صديقه حسن بالزواج من نرجس ويقرضه المال بعد أخذ منه شيك بالمبلغ. يعجز حسن عن السداد ويستغل عزيز الموقف ويطلب منه اعتماد كشوف البضائع التي لم تدخل المخازن بعد الحصول على توقيع أمين المخزن الجمل (أبو الفتوح عمارة). يرفض حسن ولهذا يدفع عزيز صديقه أمين المخزن لسرقة عهدة حسن، ويتدخل سيد لمساعدة حسن ويقوم ببيع سيارته لتسديد ما يلزم. تتعرف نرجس على صاحبة البيت، سميرة (سامية محسن) وأخيها مصطفى (جميل راتب) رجل الأعمال الثري الذي تسلمه نفسها، ويمنحها مائة جنيه كهدية. تقرر نرجس الاستمرار في ذلك الطريق. تتلاحق الأحداث بين حسن وأمين الخزينة وعزيز حيث يصل الأمر لرجال الشرطة ويعترف الجمل بكل شيء فيتم القبض على عزيز وإعادة المسروقات للشركة وينال سيد الشكر والثناء. تذهبت نرجس لمقابلة مصطفى في شقته فتجده مقتولا، ويتم القبض عليها بالشقة، ويكتشف حسن خيانتها فيطلقها. يعود حسن إلى ليلى للإعتذار ولكنه يجدها في حفل زفافها على سيد.

## روابط خارجية
- مقالات تستعمل روابط فنية بلا صلة مع ويكي بيانات
- بنت غير كل البنات على موقع الدهليز
- بنت غير كل البنات على موقع كاروهات

https://www.her-news.com/59723 بنت غير كل البنات (فيلم) 